# Bâkî
Pour les articles homonymes, voir Baki.
Bâkî (باقى) est le nom de plume du poète turc Mahmud Abdülbâkî (محمود عبدالباقى), né en 1526 et mort en 1600. Considéré comme l'un des plus grands contributeurs de la littérature turque, Bâkî est également connu comme Sultânüş-şuarâ (سلطان الشعرا), ou « Sultan des poètes ».

## Biographie
Bâkî naît en 1526 dans une famille pauvre de Constantinople, dont le père est muezzin. Il est envoyé en apprentissage pour devenir sellier, mais il manque fréquemment pour suivre des cours dans une médersa proche ou dans une école coranique[réf. nécessaire]. Repéré par des lettrés qui fréquentaient son atelier, il intègre finalement une école coranique, qui finance son éducation,. Bien que ces études étaient destinées à former des docteurs de l'Islam, elles ne portaient pas que sur les aspects exclusivement liés à la religion, mais également sur l'arabe et le persan, ainsi que sur la littérature classique, en particulier sur la poésie savante. C'est ainsi qu'en plus de sa formation théologique et juridique, il peut s'adonner à sa vocation grâce à une culture poétique très enrichie. Bâkî est un bon élève, et il suit les cours de plusieurs maîtres de conférence célèbres de l'époque. C'est lors de sa scolarité que son intérêt et son talent pour la poésie commence à prendre forme, bien aidé par le poète Zâtî (ذاتی) (1471–1546).
Grâce à ce dernier, l'ambitieux Bâkî devient le compagnon et poète favori de Soliman le Magnifique et müderris (professeur de haut rang) à la mosquée de Mourad pacha. Le souverain, également poète, lui commande plusieurs répliques, suivant le même sujet et la même métrique de ses propres compositions — c'est ainsi qu'il devient le « sultan des poètes », tandis que Soliman lui-même l'appelle « premier poète des Ottomans ». L'amour de Dieu, du Prophète, des éphèbes, l'ivresse mystique, celle du vin : autant de thème classiques de la poésie de cour qu'il maîtrisait avec brio. Bâkî est admiré pour ses vers aux multiples sens que ces thèmes ambigus facilitent et qui sont encore débattus.
Sa réputation de poète va grandissant, et on lui offre de nombreuses positions, comme cadi (ﻗﺎضی) ou juge islamique, dans l'administration ottomane — il deviendra vizir. En 1566, Soliman le Magnifique meurt ; cet événement le marquera et lui donnera l'occasion de composer son chef-d'œuvre : Oraison funèbre du sultan Soliman.
Mais cette mort mène aussi à sa disgrâce, les descendants du souverain goûtant nettement moins à la poésie. Sélim II, à qui Bâkî avait pourtant rédigé une élégie pour son avènement, cherche à éloigner le poète de la cour, mais Sokollu Mehmed Pacha, grand vizir et véritable détenteur du pouvoir, le protège et le nomme müderris à la grande mosquée Suleymāniyeh. En 1574, Mourad III monte sur le trône. Sokollu Mehmed Pacha continue de protéger le poète, mais ne peut l'empêcher d'être démis momentanément de ses fonctions de professeur. Bien que protégé, il est de plus en plus éloigné du palais en redevenant professeur à Andrinople puis cadi à La Mecque.
Finalement, le poète revient à Constantinople en tant que cadi de la ville ; très ambitieux, il gravit les échelons de la hiérarchie, mais alors qu'il espérait devenir cheikh ul-islam, le rang le plus élevé de magistrat, Mourad III lui préfère un rival.
Bâkî meurt peu après dans cette ville en 1600, très touché par ce revers.

## Importance de Bâkî dans la littérature ottomane
Bâkî a toujours été très proche du palais de l'Empire ottoman, en particulier lors du règne de Soliman le Magnifique, avec qui il a maintenu de très bonnes relations. Lors des règnes suivants de Sélim II et de Mourad III, il reste proche du palais et des affaires d'État ; il bénéficie d'une attention est d'un intérêt très important, aussi bien de la part du peuple que du palais.
Lors de l'apogée de l'Empire ottoman sous Soliman, Bâkî incarne la maturité de la poésie ottomane. Joseph von Hammer-Purgstall, le premier à le traduire, estime que Bâkî est le seul poète ottoman qui mérite d'être traduit dans une langue européenne, étant l'un des trois souverains poétiques des trois principales langues musulmanes, avec Hafiz (persan) et Moténabbi (arabe),.
En Turquie, Bâkî est reconnu comme l'un de ses plus grands poètes.

## Œuvre
Bâkî a vécu lors de l'apogée de l'Empire ottoman, et cela est grandement reflété dans sa poésie. L'amour, la joie de vivre et la nature en sont les sujets principaux. Bien que pratiquement aucune influence soufie n'est détectée dans sa poésie — comme dans beaucoup d'autres auteurs ottomans de l'époque —, ses concepts de l'amour ainsi que révélés dans sa poésie ne sont pas réellement séparés de la doctrine soufie. « Ses ghazels — courts poèmes lyriques de ton généralement léger — où ce grave ecclésiastique chante l’amour et le vin en des termes qui nous surprennent, mais dont les commentateurs orthodoxes assurent qu’ils sont symboliques, sont parmi les plus célèbres ».
Il a produit un nombre relativement peu élevé d'œuvres, ayant toujours eu la volonté de produire des œuvres de très grande qualité, au détriment de la quantité. L'une de ses œuvres les plus remarquables est son Mersiye-i Hazret-i Süleymân Hân (مرشيه ﺣﻀﺮت سليمان خان ; « Élégie pour son Excellence Süleymân Khan » ou « Oraison funèbre du sultan Soliman »), un « poème d'une harmonie majestueuse et d'une tristesse sincère, bien que d'un style orné, souvent précieux », l'une des élégies les plus célèbres de la littérature turque :

« Ô toi marqué par le sceau de la gloire,

L’air frémit à ton nom et la houle se soulève.

Ce jour où ta vie féconde a pris fin

Le pourpre du parterre, de feuilles mortes, s’est couvert.

…Ô mortels, ô mortels, gardez vos cœurs purs,

Que cet illustre exemple vous tire de vos sommeils :

Ce lion des combats, cavalier mirifique

Dont le champ de course était le monde

Trop étroit pour sa fougue…

Terre reçut son front comme feuille qui se pose… »

— Bâkî, Oraison funèbre du sultan Soliman
Son diwan, qui a pu être transmis au travers de manuscrits, apparaît en Occident vers 1825, grâce à la traduction à l'allemand de Joseph von Hammer-Purgstall. Son œuvre est composée de 14 casidah (chants héroïques), 204 ghazels (odes érotiques), et d'autres vers détachés. C'est surtout dans le premier genre que le poète se distingue, avec l’Oraison funèbre du sultan Soliman.